# شون وایسمن
شون وایسمن (عبری: שון זלמן וייסמן‎؛ زادهٔ ۱۴ فوریهٔ ۱۹۹۶) بازیکن فوتبال اهل اسرائیل است. او به صورت قرضی از باشگاه اسپانیایی گرانادا در پست مهاجم در سری آ برای باشگاه سالرنیتانا بازی می‌کند‌. 
وی همچنین در تیم‌های ملی فوتبال زیر ۱۶ سال اسرائیل, زیر ۱۷ سال اسرائیل، زیر ۱۹ سال اسرائیل، زیر ۲۱ سال اسرائیل، و اسرائیل بازی کرده‌است